# ISS-Expedition 60
ISS-Expedition 60 ist die Missionsbezeichnung für die 60. Langzeitbesatzung der Internationalen Raumstation (ISS). Die Mission begann mit dem Abkoppeln des Raumschiffs Sojus MS-11 von der ISS am 24. Juni 2019 und endete mit dem Abkoppeln von Sojus MS-12 am 3. Oktober 2019.
Im Emblem der Mission ist ein Adler angedeutet. Es nimmt damit Bezug auf das Logo der Apollo-11-Mission, deren 50-jähriges Jubiläum in den Zeitraum der Expedition fiel. Die Mondlandefähre von Apollo 11 trug den Namen Eagle (Adler).

## Mannschaft
Von ISS-Expedition 59 übernommen:
- Alexei Owtschinin (2. Raumflug), Kommandant (Russland/Roskosmos, Sojus MS-12)
- Nick Hague (1. Raumflug), Bordingenieur (USA/NASA, Sojus MS-12)
- Christina Koch (1. Raumflug), Bordingenieurin (USA/NASA, Sojus MS-12)

Zusätzlich ab 20. Juli 2019:
- Luca Parmitano (2. Raumflug), Bordingenieur, (Italien/ESA, Sojus MS-13)
- Alexander Skworzow (3. Raumflug), Bordingenieur (Russland/Roskosmos, Sojus MS-13)[1]
- Andrew R. Morgan (1. Raumflug), Bordingenieur, (USA/NASA, Sojus MS-13)

Nachdem die ISS bis Expedition 59 nach dem Abdocken einer Sojus für kurze Zeit mit nur drei Personen besetzt war, wurde die Reihenfolge beginnend mit Expedition 60 umgekehrt. Darum stießen am 25. September 2019 mit Sojus MS-15 folgende Gäste zu den Teilnehmern der Expedition 60:
- Oleg Skripotschka (3. Raumflug, Russland/Roskosmos, Sojus MS-15)
- Jessica Meir (1. Raumflug, USA/NASA, Sojus MS-15)
- Hassa al-Mansuri (1. Raumflug, UAE/MBRSC, Sojus MS-15/MS-12)[2]

### Ersatzmannschaft
Seit Expedition 20 wird wegen des permanenten Trainings für die Besatzungen keine offizielle Ersatzmannschaft mehr bekanntgegeben. Inoffiziell gelten die Backup-Crews der beiden Sojus-Zubringerraumschiffe MS-12 und MS-13 (siehe dort) als Ersatzmannschaft der Expedition 60. In der Regel kommen diese Crews dann jeweils zwei Missionen später selbst zum Einsatz.

## Missionsbeschreibung

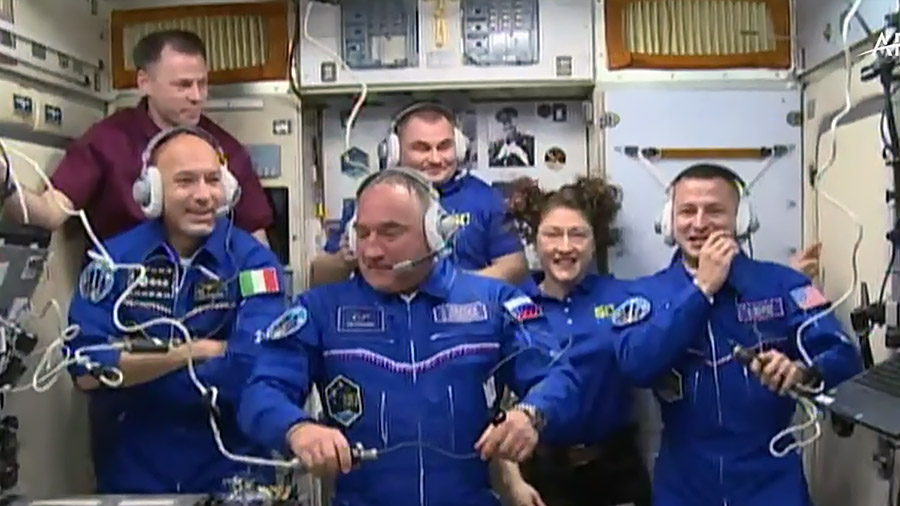
Die Besatzung am 20. Juli 2019

In den ersten vier Wochen der Expedition war die ISS nur mit dem Kommandanten Alexei Owtschinin und den Bordingenieuren Nick Hague und Christina Koch besetzt. Am 20. Juli 2019 erreichte das Zubringerschiff Sojus MS-13 nach etwa sechsstündigen Flug die Station, sodass die Expeditionscrew wieder auf sechs Personen verstärkt wurde.
Am 2. Oktober übernahm Luca Parmitano als erster Italiener das Kommando über die ISS. Nach dem Abdocken von Sojus MS-12 mit Owtschinin, Hague und al-Mansuri begann am 3. Oktober die ISS-Expedition 61.